# Longwan Zhen
Longwan Zhen (kinesiska: 龙湾镇, 龙湾) är en köping i Kina. Den ligger i provinsen Hubei, i den centrala delen av landet, omkring 160 kilometer väster om provinshuvudstaden Wuhan. Antalet invånare är 39258. Befolkningen består av 19 433 kvinnor och 19 825 män. Barn under 15 år utgör 13,0 %, vuxna 15-64 år 76 %, och äldre över 65 år 9,0 %.
Genomsnittlig årsnederbörd är 1 358 millimeter. Den regnigaste månaden är april, med i genomsnitt 208 mm nederbörd, och den torraste är december, med 21 mm nederbörd.